# Samsung Galaxy S Plus
De Samsung Galaxy S Plus is een smartphone van het Zuid-Koreaanse concern Samsung en werd in juli van 2011 uitgebracht.

## Software
Het toestel werd standaard geleverd met het besturingssysteem Android-versie 2.3.3 (ook wel "Gingerbread" genoemd). De Galaxy S Plus kan via Samsung Kies geüpgraded worden tot versie 2.3.6. Samsung legt net zoals HTC en Sony ook een eigen grafische gebruikersinterface heen over Android, namelijk TouchWiz 3.0. De telefoon beschikt standaard over Swype, een methode om woorden te maken door middel van de ene letter van het woord naar de andere toe te slepen.

## Hardware
Het toestel heeft een Super Amoled-touchscreen met een schermdiagonaal van 4 inch. De schermresolutie bedraagt 800 x 480 pixels, waardoor de pixeldichtheid uitkomt op 233 pixels per inch. Het scherm kan 16 miljoen kleuren weergeven. De S Plus heeft een singlecore-processor van 1,4 GHz met een werkgeheugen van 512 MB. Het toestel heeft 8 tot 16 GB aan opslaggeheugen, dat kan worden uitgebreid met een microSD-kaart tot een maximumcapaciteit van 32 GB.